# راؤول شروت
راؤول شروت (بالألمانية: Raoul Schrott) (و. 1964  م) هو شاعر، وكاتب، وناقد أدبي، ومترجم نمساوي.

## التعليم
تعلم في جامعة إيست أنجليا
.

## جوائز
حصل على جوائز منها:
- جائزة جوزيف برايتباخ  [لغات أخرى]‏ (2004)
- جائزة بيتر هوخل [الإنجليزية]‏ (1999)
- جائزة برلين للأدب  [لغات أخرى]‏ (1996)
- جائزة راوريس للأدب [الإنجليزية]‏ (1996)
- جائزة ليونس ولينا [الإنجليزية]‏ (1995)
- كاتب مدينة ماينتس

## روابط خارجية
- راؤول شروت على موقع مونزينجر (الألمانية)
- راؤول شروت على موقع ميوزك برينز (الإنجليزية)
- راؤول شروت على موقع ديسكوغز (الإنجليزية)